# Devianza degli immigrati
Con l'espressione devianza degli immigrati ci si riferisce a un atto o un comportamento, posto in essere da uno straniero, giudicato e considerato dalla maggioranza dei membri della comunità d'accoglienza una violazione delle norme o credenze condivise e considerate legittime.

## Elementi definitori
Tre sono le principali caratteristiche della devianza degli immigrati:
- si realizza una concentrazione prevalente degli immigrati in alcune ristrette categorie di reati;
- fattori ambientali legata alla specificità delle regioni di inserimento, e in generale al grado di integrazione nella società , influenzano l'incidenza nelle statistiche giudiziarie delle varie componenti nazionali dell'immigrazione;
- si osservano forme di specializzazione di alcune nazionalità nella realizzazione di certe forme di illecito.

## Interpretazioni
Su questo tema la sociologia propone interpretazioni diverse. Possiamo distinguere due scuole di pensiero:
- la prima, la cosiddetta "scuola classica", considera i dati statistici sul fenomeno obiettivi e veritieri. Sulla base di questi ultimi si osserva che, in molti paesi, gli immigrati sono sovrarappresentati tra i denunciati, i condannati e i carcerati. L'analisi empirica mostra inoltre che i tassi di devianza degli immigrati variano considerevolmente nello spazio e nel tempo;
- la seconda, che può essere definita "critica", considera la devianza degli immigrati come l'effetto di una costruzione sociale della realtà: gli immigrati sono oggetto di pregiudizi e discriminazione, e le società d'accoglienza impediscono un'integrazione paritaria e rafforzano i controlli repressivi nei loro confronti. Questo compromette la possibilità per gli immigrati di condurre una vita dignitosa e di lavorare legalmente, inducendoli in tal modo a ricorrere ad attività criminali e devianti per sopravvivere.

## I primi studi sulla devianza degli immigrati
La devianza e la criminalità attribuite ai migranti sono uno dei più vecchi oggetti di ricerca della criminologia e delle scienze sociali. Vagabondi, zingari e stranieri sono sempre stati considerati gli individui sospetti devianti da ogni società locale e da ogni autorità di polizia. Con l'industrializzazione e l'urbanizzazione che hanno caratterizzato la fine del XVIII secolo e gli inizi del XIX, sono i "neo-inurbati a che figurano spesso come soggetti pericolosi, che minacciano l'ordine sociale della neonata società industriale. Questo avviene quando i neo-inurbati non riescono o non vogliono inserirsi o conformarsi alla disciplina della società industriale.
Successivamente, negli anni '20 del Novecento, gli studiosi statunitensi della cosiddetta "scuola di Chicago", hanno realizzato vari studi su tale oggetto di ricerca. Essi hanno sottolineato come la sovrapposizione e la riproduzione dei problemi sociali, il loro aggravamento talvolta drammatico, si manifestino anche in termini di violenze, conflitti, devianze, criminalità che riguardano in particolare i giovani immigrati o figli di immigrati. In Europa invece, è soprattutto dalla fine degli anni '50 che alcuni autori si sono interessati ai rapporti polizia-immigrati. Tuttavia, la sociologia delle migrazioni che si è sviluppata in Europa continentale dalla fine degli anni '60 ha sempre trascurato questo fenomeno.

## Il nuovo paradigma delle migrazioni
L'attuale congiuntura economica, sociale, politica e culturale è profondamente caratterizzata dalla relazione che intercorre tra devianza e immigrazione.
In primo luogo, la correlazione tra l'approdo alla devianza, alla criminalità o all'autocriminalizzazione di alcuni migranti e la situazione delle società d'origine appare esplicito sia nel caso di migrazioni tra paesi vicini o confinanti, che nel caso di migrazioni tra paesi lontani. In effetti, oggi più che in passato, molte società di emigrazione sono caratterizzate da una situazione di degrado economico, sociale e politico, e di destrutturazione culturale, terreno fertile per il diffusione delle organizzazioni criminali e lo scoppio di violenze o guerre civili. Tale contesto favorisce l'approdo alla devianza o alla criminalità da parte di alcuni individui che migrano con l'illusione di poter approfittare delle opportunità offerte dalle società ricche.
In secondo luogo, Le condizioni in cui si svolge oggi la migrazione sono profondamente segnate del "proibizionismo", cioè dall'impossibilità di migrare liberamente e regolarmente. La migrazione clandestina che si viene così a creare comporta gravi rischi di morte e spinge i migranti ad accettare i servigi offerti loro dai trafficanti, rischiando di essere criminalizzati perché confusi con questi ultimi.
Infine, l'inserimento dei migranti nella società di arrivo appare complicato dalla grande difficoltà di accesso alla regolarità. L'inserimento economico e sociale è infatti molto spesso nell'informale e in condizioni di interiorizzazione e i momenti di socialità tra migranti ed autoctoni sono molto rari, se non inesistenti. Tutto questo ostacola il passaggio da una condizione informale/irregolare alla regolarità e facilita la spinta verso l'illegalità, la devianza, la criminalizzazione e l'autocriminalizzazione. A ciò corrisponde l'impiego della manodopera immigrata per attività illegali e l'etnicizzazione delle attività devianti.
Questa congiuntura appare caratterizzata dal cambiamento radicale del paradigma delle migrazioni. Dagli anni '70 il cambiamento del paradigma delle migrazioni corrisponde al passaggio dall'internazionalizzazione all'esternalizzazione di gran parte delle attività economiche. Il paradigma dell'internazionalizzazione era anche quello dell'inclusione o integrazione regolare dei migranti. Viceversa, il nuovo paradigma delle migrazioni appare caratterizzato da un'opposizione violenta tra inclusione ed esclusione e dalla negazione della migrazione sino a designarla come nemico pubblico al pari del terrorismo e della criminalità. Il cambiamento del paradigma della migrazione ha provocato la crisi del tradizionale modello migratorio. Sono i modelli devianti, invece, ad avere oggi più successo anche perché corrispondono maggiormente  ad alcuni elementi della cultura di massa impostasi in questi ultimi decenni. Discredito del modello tradizionale difficoltà di inserimento regolare e successo dei modelli devianti sono tre fattori che hanno contribuito notevolmente allo sviluppo della devianza in particolare tra i giovani migranti.
Un altro elemento che sembra contribuire in misura considerevole allo sviluppo della devianza e della delinquenza tra gli immigrati è il cambiamento della criminalità autoctona. A partire dagli anni '80, infatti, anche le mafie si sono esternalizzate  proiettando la loro attività proprio nei paesi di emigrazione. Allo stesso tempo, nei paesi d'accoglienza, i lavori illeciti a più basso livello sono gradualmente stati affidati ai giovani migranti, permettendo così lo sviluppo di una criminalità organizzata di immigrati di varie nazionalità. Lo sviluppo della complementarità e sostituzione tra stranieri ed autoctoni nelle attività devianti o criminali è stato assai rapido. Particolarmente rilevante risulta quindi anche il conseguente aumento dell'etnicizzazione di alcune attività criminali o devianti. 